# جيمس رايلي (لاعب كريكت)
جيمس رايلي (11 ديسمبر 1860 في المملكة المتحدة - 8 نوفمبر 1937 في المملكة المتحدة) (بالإنجليزية: James Riley)‏ هو لاعب كريكت بريطاني (وحمل سابقاً جنسية المملكة المتحدة لبريطانيا العظمى وأيرلندا). لعب مع نادي مقاطعة نوتنغهامشير للكريكت ‏.

## وصلات خارجية
- جيمس رايلي على موقع إي آس بي آن كريك إنفو (الإنجليزية)